# Cartoon Pizza
Cartoon Pizza è uno studio di animazione statunitense, fondato nel 2001 e sito in Nashville, Tennessee.
L'azienda ha collezionato una nutrita serie di premi per molte delle sue serie televisive, fra cui: Il circo di Jojo, Stanley, HoopDogz, Pinky Dinky Doo e Monster Monster Trucks.